# Colaxes horton
Colaxes horton là một loài nhện trong họ Salticidae.
Loài này thuộc chi Colaxes. Colaxes horton được Benjamin miêu tả năm 2004.